# Hannu Sirén
Hannu Sirén, född 10 september 1953 i Helsingfors, är en finländsk skulptör. Han är son till arkitekterna Kaija och Heikki Sirén. 
Sirén studerade 1974–1976 vid Accademia di Belle Arti di Firenze och debuterade redan 1969 med ett utställningsdeltagande, men framträdde på allvar kring 1980 framför allt med abstrakta kompositioner, vanligen i metall eller sten. Han använder företrädesvis enkla geometriska grundformer, gärna i monumentalt format, men har också utfört miljökonst direkt i naturen, till exempel en bearbetad stenvägg vid Västerleden i Esbo. Han har gjort en lång rad monumentalverk, i Helsingfors bland annat det i mosaikbetong utförda verket Stoa i Östra centrum (1981–1984), som också fått ge namn åt torget, den klotformade skulpturen Symbol i cirkelhuset vid Hagnäs torg (1984–1986) och Stengästen utanför Finlands nationalopera (1994–1995). Han var lärare vid Bildkonstakademin 1986–1993.

## Offentliga verk i urval
- Omatunto, skulptur, Tuulensuu skulpturpark, 1991–1992